# Parc Olympique Lyonnais
Parc Olympique Lyonnais, a właściwie Groupama Stadium (oficjalna nazwa sponsora) – francuski stadion położony w mieście Décines-Charpieu, na przedmieściach Lyonu. Swoje mecze rozgrywa tutaj klub Olympique Lyon.
Pojemność stadionu to 59 186 miejsc siedzących. 
Był miejscem rozgrywek Mistrzostw Europy w Piłce Nożnej 2016 oraz jednym ze stadionów Mistrzostw Świata w Piłce Nożnej Kobiet w 2019 roku. 16 maja 2018 roku odbył się na nim finał Ligi Europy UEFA.

## Historia
1 sierpnia 2008 roku, prezes Olympique Lyonnais Jean-Michel Aulas zapowiedział stworzenie nowego stadionu na 60 tysięcy miejsc, który miał powstać na przedmieściach Lyonu w Décines-Charpieu. Przy stadionie mogłyby znajdować się galeria sztuki, dwa hotele, centrum wypoczynku oraz centra biznesowe.
13 sierpnia 2008 roku, projekt został zaakceptowany przez francuski rząd. Projekt powstał z pieniędzy publicznych.
Pierwszy mecz przez tutejszy klub Olympique Lyon został rozegrany 9 stycznia 2016 roku. Był wygranym meczem przeciwko Troyes AC 4:1. Pierwszego gola na nowym stadionie strzelił Alexandre Lacazette.